# Campeonato Uruguaio de Futebol de 2000
O Campeonato Uruguaio de Futebol de 2000 foi a 69ª edição da era profissional do Campeonato Uruguaio. A competição ocorreu no formato de Apertura e Clausura, onde as equipes se enfrentaram em ambos os torneios no sistema de todos contra todos, em um único turno. Os vencedores de cada torneio se enfrentaram na decisão. Após bater o Peñarol na final, o Nacional sagrou-se campeão.

## Classificação

### Torneio Apertura
O Torneio Apertura começou em 18 de fevereiro e terminou em 10 de julho.
| Pos | Equipe               | Pts | J  | V  | E | D  | GP | GC | SG  |
| --- | -------------------- | --- | -- | -- | - | -- | -- | -- | --- |
| 1º  | Nacional             | 44  | 17 | 14 | 2 | 1  | 42 | 14 | 28  |
| 2º  | Danubio              | 36  | 17 | 11 | 3 | 3  | 45 | 22 | 23  |
| 3º  | Defensor Sporting    | 36  | 17 | 11 | 3 | 3  | 40 | 22 | 18  |
| 4º  | Peñarol              | 36  | 17 | 11 | 3 | 3  | 39 | 26 | 13  |
| 5º  | Cerro                | 28  | 17 | 8  | 4 | 5  | 39 | 30 | 9   |
| 6º  | Rentistas            | 28  | 17 | 8  | 4 | 5  | 31 | 24 | 7   |
| 7º  | Bella Vista          | 23  | 17 | 6  | 5 | 6  | 29 | 27 | 2   |
| 8º  | Tacuarembó           | 23  | 17 | 5  | 8 | 4  | 21 | 23 | -2  |
| 9º  | Deportivo Maldonado  | 22  | 17 | 7  | 1 | 9  | 25 | 32 | -7  |
| 10º | River Plate          | 18  | 17 | 4  | 6 | 7  | 30 | 32 | -2  |
| 11º | Racing               | 18  | 17 | 5  | 3 | 9  | 25 | 33 | -8  |
| 12º | Juventud             | 18  | 17 | 4  | 6 | 7  | 17 | 25 | -8  |
| 13º | Rocha                | 18  | 17 | 4  | 6 | 7  | 30 | 41 | -11 |
| 14º | Liverpool            | 18  | 17 | 5  | 3 | 9  | 19 | 30 | -11 |
| 15º | Paysandú Bella Vista | 17  | 17 | 5  | 2 | 10 | 22 | 30 | -8  |
| 16º | Frontera Rivera      | 15  | 17 | 4  | 3 | 10 | 25 | 39 | -14 |
| 17º | Villa Española       | 14  | 17 | 3  | 5 | 9  | 24 | 40 | -16 |
| 18º | Huracán Buceo        | 12  | 17 | 3  | 3 | 11 | 20 | 33 | -13 |

|  | Campeão do Torneio Apertura e classificado à final. |

### Torneio Clausura
O Torneio Clausura começou em 28 de julho e terminou em 3 de dezembro.
| Pos | Equipe               | Pts | J  | V  | E | D  | GP | GC | SG  |
| --- | -------------------- | --- | -- | -- | - | -- | -- | -- | --- |
| 1º  | Peñarol              | 42  | 16 | 13 | 3 | 0  | 35 | 11 | 24  |
| 2º  | Defensor Sporting    | 40  | 16 | 12 | 4 | 0  | 44 | 13 | 31  |
| 3º  | Nacional             | 37  | 16 | 11 | 4 | 1  | 28 | 11 | 17  |
| 4º  | Danubio              | 28  | 16 | 7  | 7 | 2  | 36 | 15 | 21  |
| 5º  | Tacuarembó           | 25  | 16 | 7  | 4 | 5  | 23 | 17 | 6   |
| 6º  | River Plate          | 22  | 16 | 6  | 4 | 6  | 25 | 30 | -5  |
| 7º  | Cerro                | 20  | 16 | 5  | 5 | 6  | 23 | 24 | -1  |
| 8º  | Racing               | 20  | 16 | 5  | 5 | 6  | 21 | 24 | -3  |
| 9º  | Bella Vista          | 19  | 16 | 5  | 4 | 7  | 27 | 34 | -7  |
| 10º | Rentistas            | 17  | 16 | 4  | 5 | 7  | 15 | 23 | -8  |
| 11º | Juventud             | 16  | 16 | 4  | 4 | 8  | 18 | 23 | -5  |
| 12º | Paysandú Bella Vista | 15  | 16 | 3  | 6 | 7  | 18 | 24 | -6  |
| 13º | Huracán Buceo        | 14  | 16 | 3  | 5 | 8  | 17 | 26 | -9  |
| 14º | Deportivo Maldonado  | 14  | 16 | 3  | 5 | 8  | 17 | 27 | -10 |
| 15º | Frontera Rivera      | 14  | 16 | 4  | 2 | 10 | 21 | 37 | -16 |
| 16º | Rocha                | 14  | 16 | 4  | 2 | 10 | 20 | 36 | -16 |
| 17º | Liverpool            | 13  | 16 | 2  | 7 | 7  | 12 | 25 | -13 |

|  | Campeão do Torneio Clausura e classificado à final. |

O Villa Española foi automaticamente rebaixado à Segunda Divisão por não poder apresentar um campo para mando de seus jogos no Torneio Clausura.

### Tabela acumulada
| Pos | Equipe               | Pts | J  | V  | E  | D  | GP | GC | SG  |
| --- | -------------------- | --- | -- | -- | -- | -- | -- | -- | --- |
| 1º  | Nacional             | 81  | 33 | 25 | 6  | 2  | 70 | 25 | 45  |
| 2º  | Peñarol              | 78  | 33 | 24 | 6  | 3  | 74 | 37 | 37  |
| 3º  | Defensor Sporting    | 76  | 33 | 23 | 7  | 3  | 84 | 35 | 49  |
| 4º  | Danubio              | 64  | 33 | 18 | 10 | 5  | 81 | 37 | 44  |
| 5º  | Cerro                | 48  | 33 | 13 | 9  | 11 | 62 | 54 | 8   |
| 6º  | Tacuarembó           | 48  | 33 | 12 | 12 | 9  | 44 | 40 | 4   |
| 7º  | Rentistas            | 45  | 33 | 12 | 9  | 12 | 46 | 47 | -1  |
| 8º  | Bella Vista          | 42  | 33 | 11 | 9  | 13 | 56 | 61 | -5  |
| 9º  | River Plate          | 40  | 33 | 10 | 10 | 13 | 55 | 61 | -6  |
| 10º | Racing               | 38  | 33 | 10 | 8  | 15 | 46 | 57 | -11 |
| 11º | Deportivo Maldonado  | 36  | 33 | 10 | 6  | 17 | 42 | 60 | -18 |
| 12º | Juventud             | 34  | 33 | 8  | 10 | 15 | 35 | 48 | -13 |
| 13º | Paysandú Bella Vista | 32  | 33 | 8  | 8  | 17 | 40 | 54 | -14 |
| 14º | Rocha                | 32  | 33 | 8  | 8  | 17 | 50 | 77 | -27 |
| 15º | Liverpool            | 31  | 33 | 7  | 10 | 16 | 31 | 55 | -24 |
| 16º | Frontera Rivera      | 29  | 33 | 8  | 5  | 20 | 46 | 76 | -30 |
| 17º | Huracán Buceo        | 26  | 33 | 6  | 8  | 19 | 37 | 59 | -22 |
| 18º | Villa Española       | 14  | 17 | 3  | 5  | 9  | 24 | 40 | -16 |

|  | Classificado à final e à Libertadores de 2001.      |
|  | Classificado à final e à Liguilla Pré-Libertadores. |
|  | Classificados à Liguilla Pré-Libertadores.          |
|  | Rebaixados à Segunda Divisão.                       |
|  | Disputa os playoffs de acesso e descenso.           |

O Villa Española foi automaticamente rebaixado à Segunda Divisão por não poder apresentar um campo para mando de seus jogos no Torneio Clausura.
Promovidos para a próxima temporada: Montevideo Wanderers, Central Español e Fénix.

## Playoffsde acesso e descenso

### Primeira partida
| {{{data}}} | Fénix | 0 – 0                        | Frontera Rivera | Estádio Parque Alfredo Víctor Viera, Montevidéu |
|            |       | data = 9 de dezembro de 2000 |                 |                                                 |

### Segunda partida
| {{{data}}} | Frontera Rivera | 0 – 1                         | Fénix     | Rivera |
|            |                 | data = 13 de dezembro de 2000 | Puglia 2' |        |

O Fénix subiu para a Primeira Divisão e o Frontera Rivera foi rebaixado à Segunda Divisão.

## Final

### Primeira partida
| {{{data}}} | Peñarol | 0 – 1                        | Nacional            | Estádio Centenário, Montevidéu           |
|            |         | data = 7 de dezembro de 2000 | Martínez 69' (pen.) | Público: 35 000 Árbitro: Jorge Larrionda |

### Segunda partida
| {{{data}}} | Nacional            | 1 – 1                         | Peñarol    | Estádio Centenário, Montevidéu |
|            | Martínez 25' (pen.) | data = 10 de dezembro de 2000 | Bizera 32' | Árbitro: Gustavo Méndez        |

## Liguilla Pré-Libertadores da América
A Liguilla Pré-Libertadores da América de 2000 foi a 27ª edição da história da Liguilla Pré-Libertadores, competição disputada entre as temporadas de 1974 e 2008–09, a fim de definir quais seriam os clubes representantes do futebol uruguaio nas competições da CONMEBOL. O torneio de 2000 consistiu em uma competição com um turno, no sistema de todos contra todos. O vencedor foi o Defensor Sporting, que obteve seu 7º título da Liguilla.

### Classificação da Liguilla
| Pos | Equipe            | Pts | J | V | E | D | GP | GC | SG  |
| --- | ----------------- | --- | - | - | - | - | -- | -- | --- |
| 1º  | Defensor Sporting | 13  | 5 | 4 | 1 | 0 | 17 | 5  | 12  |
| 2º  | Peñarol           | 11  | 5 | 3 | 2 | 0 | 15 | 4  | 11  |
| 3º  | Danubio           | 10  | 5 | 3 | 1 | 1 | 9  | 6  | 3   |
| 4º  | Cerro             | 4   | 5 | 1 | 1 | 3 | 8  | 15 | -7  |
| 5º  | Tacuarembó        | 3   | 5 | 1 | 0 | 4 | 3  | 9  | -6  |
| 6º  | Rentistas         | 1   | 5 | 0 | 1 | 4 | 4  | 17 | -13 |

|  | Campeão da Liguilla e classificado à Libertadores de 2001. |
|  | Classificado à Libertadores de 2001.                       |

## Premiação
| Campeonato Uruguaio de 2000   |
| ----------------------------- |
| Nacional Campeão (37º título) |